# Панкратов, Иосиф Николаевич
Иосиф Николаевич Панкратов (8 сентября 1897, с. Знаменское, Смоленская губерния, Российская империя — 25 апреля 1945, провинция Бранденбург, Германия) — советский военачальник, генерал-майор (10.11.1942), полный Георгиевский кавалер.

## Биография
Родился 8 сентября 1897 года в селе Знаменское (ныне в Смоленском районе Смоленской области). Русский. С 1908 года работал вагонщиком и забойщиком на рудниках Русско-бельгийского металлургического общества в местечке Кривой Рог Херсонской губернии, с 1910 года — помощник шофёра в городе Смоленск.
В начале 1913 года был принят на военную службу в Российскую императорскую армию и направлен в лейб-гвардии Гусарский Его Величества полк в Петрограде (Царское Село). В 1914 года окончил учебную команду и выпущен младшим унтер-офицером-разведчиком.

### Первая мировая война
С началом войны убыл с полком на фронт. Воевал в Восточной Пруссии, в боях был трижды ранен и контужен. За боевые подвиги был награждён четырьмя Георгиевскими крестами и четырьмя Георгиевскими медалями, а также произведён в старшие унтер-офицеры. В конце 1915 года, будучи раненым, попал в плен и до 1918 года содержался в лагере военнопленных, последний год привлекался на крестьянские работы. Принимал участие в революционном движении в городе Гамбург. В 1918 году вернулся из плена в Россию (из г. Киль вначале был переправлен в Либаву, а оттуда переехал в г. Двинск).

### Гражданская война
В ноябре 1918 года вступил в Двинский красногвардейский отряд и был назначен в нём командиром взвода. С отходом немецких войск его направили в Петроград, где с декабря он на Варшавском пункте занимался формированием и сколачиванием красногвардейских отрядов. 15 февраля 1919 года перешёл в Красную армию и был зачислен курсантом и командиром взвода на 1-е советские Петроградские командные кавалерийские курсы. С этими курсами принимал участие в боях с белогвардейскими частями генерала Н. Н. Юденича под Лугой, Гдовом, Ямбургом и на ближних подступах к Петрограду. Командуя отрядом курсантов, в бою под Буграми (по Гатчинскому шоссе) при атаке на Талайский полк армии генерала Н. Н. Юденича попал в плен и был отправлен в Гатчинскую тюрьму (в контрразведку), затем переведён в Ямбург. В Ямбурге его приговорили к расстрелу, но он смог бежать. За рекой Нарев на эстонской территории присоединился к эстонской миссии, совершавшей эвакуацию из Ямбурга. Затем добровольно вступил в формируемый там конный отряд белогвардейцев (под видом возвращенного из Германии военнопленного), произведён в прапорщики. В этом отряде был инструктором строевой подготовки и командиром конного разъезда, в боях против Красной армии участия не принимал. Через 13 суток со своим конным разъездом присоединился к восставшим Лужскому и Гдовскому полкам. Панкратов руководил разгромом штаба и тыла корпуса белых, после чего через эстонские части перешёл с отрядом в Красную армию (через Чудское озеро). Сдав личный состав, убыл затем на свои Петроградские командные кавалерийские курсы. 1 апреля 1920 года окончил их, удостоен звания командира РККА и направлен на Южный фронт, где воевал в 136-м кавалерийском полку 21-й кавалерийской дивизии командиром взвода, эскадрона и врид командира полка. В составе 2-й Конной армии участвовал в боях с войсками генерала П. Н. Врангеля в Северной Таврии и на Перекопе, в борьбе с вооружёнными формированиями Н. И. Махно в Екатеринославской губернии. Член ВКП(б) с 1920 года. В марте 1921 года с дивизией был переброшен в Закавказье, где принимал участие в свержении буржуазного правительства Грузии и установлении советской власти. С мая 1921 года занимал должность начальника полковой школы 12-го кавалерийского полка 18-й кавалерийской дивизии.

### Межвоенный период
В сентябре 1921 года направлен на учебу в Высшую кавалерийскую школу в Петрограде. После окончания проходил службу начальником строевого отдела сначала в Военной школе им. ВЦИК в Москве, затем с сентября 1923 года — на Объединённых кавалерийских КУКС в городе Таганрог. С октября 1924 года служил в 3-й отдельной кавалерийской территориальной бригаде и 11-й Северо-Кавказской кавалерийской дивизии СКВО командиром эскадрона 43-го кавалерийского полка, начальником полковой школы 69-го кавалерийского полка, помощником командира по строевой части и врид командира 90-го Тихорецкого кавалерийского полка, начальником полковой школы 67-го кавалерийского полка, помощником командира по хозяйственной части 68-го кавалерийского Краснокумского полка. В 1930 года окончил кавалерийские КУКС РККА в городе Новочеркасск и в ноябре назначен командиром 66-го кавалерийского Кавказского им. Грузинского ЦИК полка 2-й отдельной кавалерийской им. Закавказского ЦИК бригады ККА (с августа 1931 г. — командир и военком полка). В 1933 году окончил курсы механизации. 8 января 1934 года назначен командиром 2-го Туркменского горнокавалерийского полка (преобразован затем в 27-й). В 1936 году по результатам боевой подготовки полк занял 1-е место в дивизии и 2-е — в округе.
В марте 1938 года полковник Панкратов был арестован органами НКВД и обвинён по статье 54-1, 2 УК Таджикской ССР (аналог статьи "58-1б УК РСФСР); до марта 1940 года находился под следствием, однако уголовное дело было прекращено за недоказанностью обвинения (7 октября 2003 года полностью реабилитирован Военной прокуратурой МВО). После освобождения назначен заместителем командира 18-й кавалерийской дивизии САВО. В июле 1940 года переведён в ЛВО на должность заместителя командира 54-й стрелковой дивизии (г. Кемь).

### Великая Отечественная война
В начале войны дивизия в составе 7-й армии Северного фронта участвовала в приграничном сражении. С первых дней она вела тяжёлые оборонительные бои, прикрывая участок Кировской железной дороги в направлениях Ухта — Кемь, Реболы — ст. Кочкома. В июне — начале июля 1941 года по заданию штаба АВО на полковника Панкратова была возложена задача двумя полками прикрыть сосредоточение и подход войск к карело-финской границе в районе Ухта, Кострица, Реболы и не допустить развитие наступления противника в район Ухта, Андронова Гора. Все попытки нападения разведывательных групп противника в районе Войница были отражены, всего было уничтожено до двух его пехотных рот. В июле полковник Панкратов, командуя отдельной стрелковой бригадой особого назначения, прикрывал отход войск армии от старой границы в полосе Высоково, Медведь, Шимск, озеро Ильмень. В результате этих боёв был полностью разгромлен 24-й пехотный полк противника. В середине июля на Северо-Западном фронте, командуя бригадой и оставшимися частями 311-й стрелковой дивизии, он вёл бои по окружению противника под Старой Руссой и Сольцами. 16 июля в бою под Сольцами был тяжело ранен, но остался в строю. До конца июля бригада сдерживала наступавшего противника, обороняя рубеж по западному берегу озера Ильмень, Шимск, Медведь, Высоково, затем отходила на новгородском и чудовском направлениях. В рукопашном бою под м. Чудово полковник Панкратов вновь был ранен и лишь после этого эвакуирован в госпиталь. С ноября 1941 года формировал, затем командовал 134-й отдельной курсантской стрелковой бригадой в ПриВО. После завершения формирования убыл с ней на Брянский фронт.
31 мая 1942 года назначен командиром 287-й стрелковой дивизии, входившей в состав 3-й армии Брянского фронта. До лета 1943 года её части занимали оборону на левом берегу реки Неручь в районе Орловка, Котлы (г. Новосиль). С 10 июня 1943 года она вошла в подчинение 63-й армии и в её составе участвовала в Курской битве, Орловской, Брянской, Гомельско-Речицкой наступательных операциях. Во второй половине декабря 1943 года дивизия была передислоцирована из Гомельской области в район город Коростень и включена в 13-ю армию 1-го Украинского фронта. В её составе участвовала в Житомирско-Бердичевской, Ровно-Луцкой, Проскуровско-Черновицкой, Львовско-Сандомирской наступательных операциях. Приказом ВГК от 03.01.1944 за овладение городом Новоград-Волынский ей было присвоено наименование «Новоград-Волынская». За освобождение городов Здолбунов и Шумск дивизия была награждена двумя орденами Красного Знамени, а за овладение городом Кременец — орденом Богдана Хмельницкого 2-й ст (23.3.1944). С 20 октября 1944 года дивизия входила в 5-ю гвардейскую армию. С 26 октября она совершила марш в район Телява (Дуклинский перевал) и, войдя в подчинение 38-й армии, в начале ноября вела бои по овладению городом Тимоник.
С 30 ноября дивизия вошла в 3-ю гвардейскую армию 1-го Украинского фронта и в её составе участвовала в Висло-Одерской, Сандомирско-Силезской, Нижнесилезской и Берлинской наступательных операциях. В ходе последней 25 апреля 1945 года генерал-майор Панкратов погиб, подорвавшись на фугасе. Похоронен в городе Новоград-Волынский.
За время войны комдив Панкратов был пять раз персонально упомянут в благодарственных приказах Верховного Главнокомандующего.

## Награды
СССР
- орден Ленина (21.02.1945)[7]
- пять орденов Красного Знамени (14.02.1943[8], 06.10.1943[9], 14.01.1944[10], 24.07.1944[11], 03.11.1944[7])
- орден Суворова II степени (06.04.1945)[12]
- орден Отечественной войны I степени (27.07.1943)[8]

Приказы (благодарности) Верховного Главнокомандующего в которых отмечен И. Н. Панкратов.
- За овладение городом Новоград-Волынский — крупным железнодорожным узлом и важным опорным пунктом обороны немцев. 3 января 1944 года. № 54.
- За форсирование реки Сан, прорыв обороны овладение городом и крепостью Перемышль и городом Ярослав — важными узлами коммуникаций и мощными опорными пунктами обороны немцев, прикрывающими пути на Краков. 28 июля 1944 года № 156
- За овладение штурмом городом Сандомир — важным опорным пунктом обороны немцев на левом берегу Вислы. 18 августа 1944 года. № 167.
- За овладение крупным административно-хозяйственным центром Польши городом Кельце — важным узлом коммуникаций и опорным пунктом обороны немцев. 15 января 1945 года. № 220.
- За овладение городами немецкой Силезии Нейштедтель, Нейзальц, Фрейштадт, Шпроттау, Гольдберг, Яуэр, Штригау — крупными узлами коммуникаций и сильными опорными пунктами обороны немцев. 14 февраля 1945 года. № 278.

Российская империя
- Георгиевский крест 1-й степени
- Георгиевский крест 2-й степени
- Георгиевский крест 3-й степени
- Георгиевский крест 4-й степени
- Георгиевская медаль 1-й степени
- Георгиевская медаль 2-й степени
- Георгиевская медаль 3-й степени
- Георгиевская медаль 4-й степени

## Память
- Мемориал — Могила генерал-майора Панкратова И. Н. в городском парке (ул. Шевченко) города Новоград-Волынский[13]
- Увековечен в:

Книге Памяти Смоленской области — том «Смоленский район», страница 158;
Книге Памяти Самарской области — т. 4, стр. 263.
- Почётный гражданин города Звягель[14]